# Zelleria malacodes
Zelleria malacodes là một loài bướm đêm thuộc họ Yponomeutidae. Nó được tìm thấy ở Úc, bao gồm Tasmania.